# Gyllene Tider
Gyllene Tider est un groupe de pop suédois, fondé à Halmstad en 1977.

## Discographie
- 1978 Gyllene Tider EP (Gula EP-en)
- 1980 Gyllene Tider LP
- 1981 Moderna Tider
- 1982 Puls
- 1984 The Heartland Café
- 1990 Parkliv!
- 1996 Gyllene Tider EP ("Gå & Fiska)
- 1997 Återtåget Live!
- 2005 Finn 5 fel!
- 2004 GT25
- 2013 Dags att tänka på refrängen
- 2019 GT40 Live!
- 2019 GT40 Hits! my in Halmstad